# Foals
Foals (engl. pl. für Fohlen) ist eine Indie- und Math-Rock-Band aus Oxford, England. Ihr Musikstil ist primär vom Math-Rock geprägt, gilt jedoch als außerdem von Techno und Minimal beeinflusst.
Die Band hat derzeit einen Plattenvertrag mit Transgressive Records in Europa sowie Sub Pop in den USA.

## Geschichte
Die Foals wurden 2005 von Andrew Mears, Yannis Philippakis und Jack Bevan gegründet. Mears war parallel in der Band Youthmovies (ursprünglich Youthmovie Soundtrack Strategies) aktiv. Philippakis und Bevan, die sich seit der Schulzeit kennen, hatten zuvor in der Math-Rock-Gruppe The Edmund Fitzgerald mitgewirkt. Jimmy Smith und Walter Gervers, ebenfalls frühere Schulfreunde, schlossen sich den Foals an, nachdem sich ihre Band Face Meets Grill aufgelöst hatte.
Die Debütsingle Try This on Your Piano / Look at My Furrows of Worry erschien im April 2006. Kurz danach verließ Mears die Foals, um sich mit der Band Youthmovies auf die Produktion des Albums Good Nature zu konzentrieren.
Edwin Congreave komplettierte im Mai 2006 die Besetzung der Foals.
Im Jahr 2007 wurden die Singles Mathletics und Hummer veröffentlicht. Diese Titel wurden nicht Teil des späteren Debütalbums.
Das Debütalbum Antidotes erschien am 24. März 2008. Es wurde von Dave Sitek, Mitglied der Band TV on the Radio, produziert. Da die Bandmitglieder mit den von Sitek verwendeten Halleffekten unzufrieden waren, mischten sie das Album später selbst noch einmal neu ab.
Im selben Jahr wurde auch eine Limited Edition veröffentlicht, auf der Songs wie XXXXX vertreten waren, welche als Intros bei Konzerten dienten. Auf den jeweiligen Singles waren auch B-Seiten enthalten wie Brazil Is Here, Unthink This, A Sketch for ESG und weitere. Später erschien beim Release der Single Red Socks Pugie auch eine neunminütige Version von Glaciers, welches es zuvor nur zweiminütig gegeben hatte.

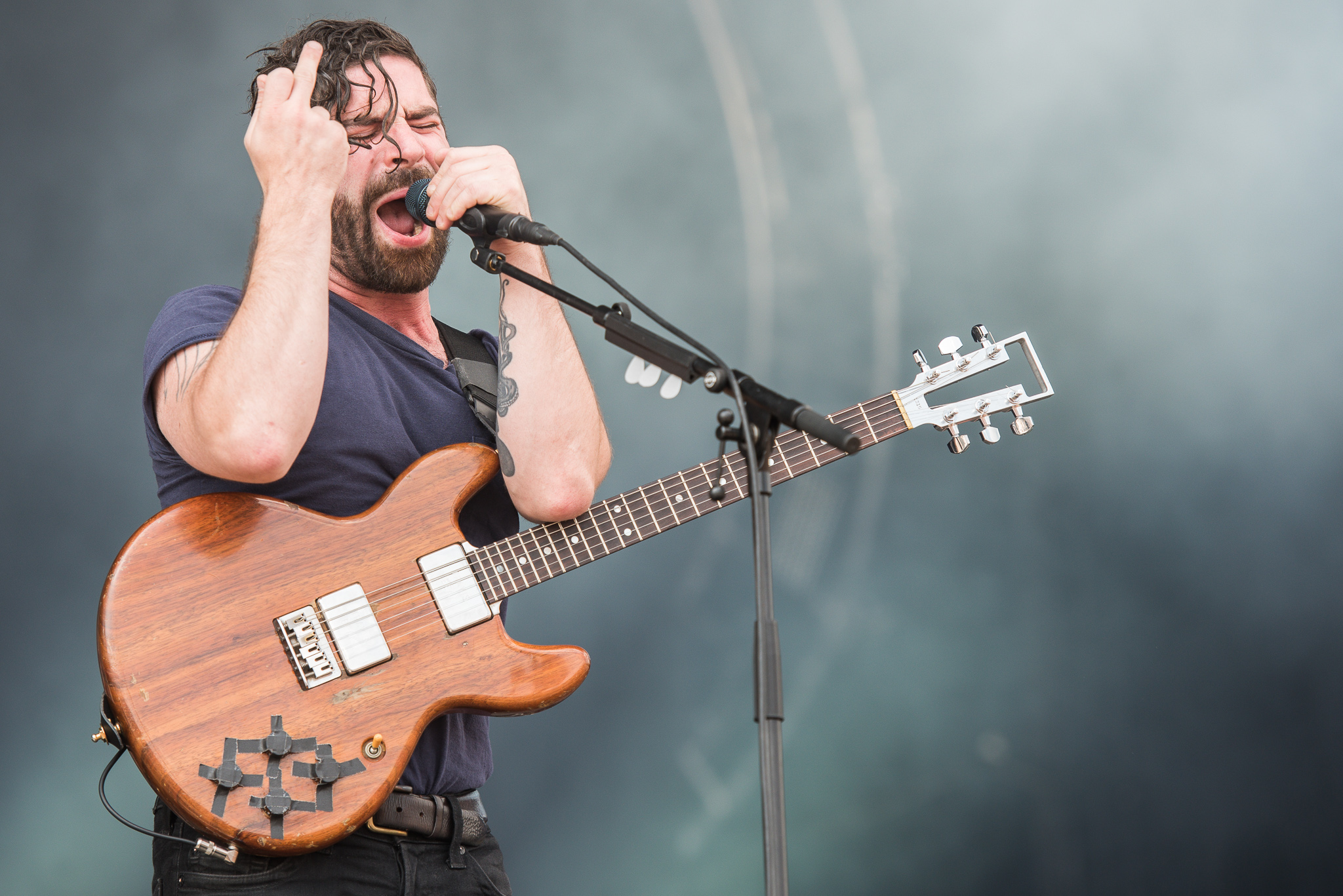
Yannis Philippakis beim Rock im Park (2016)

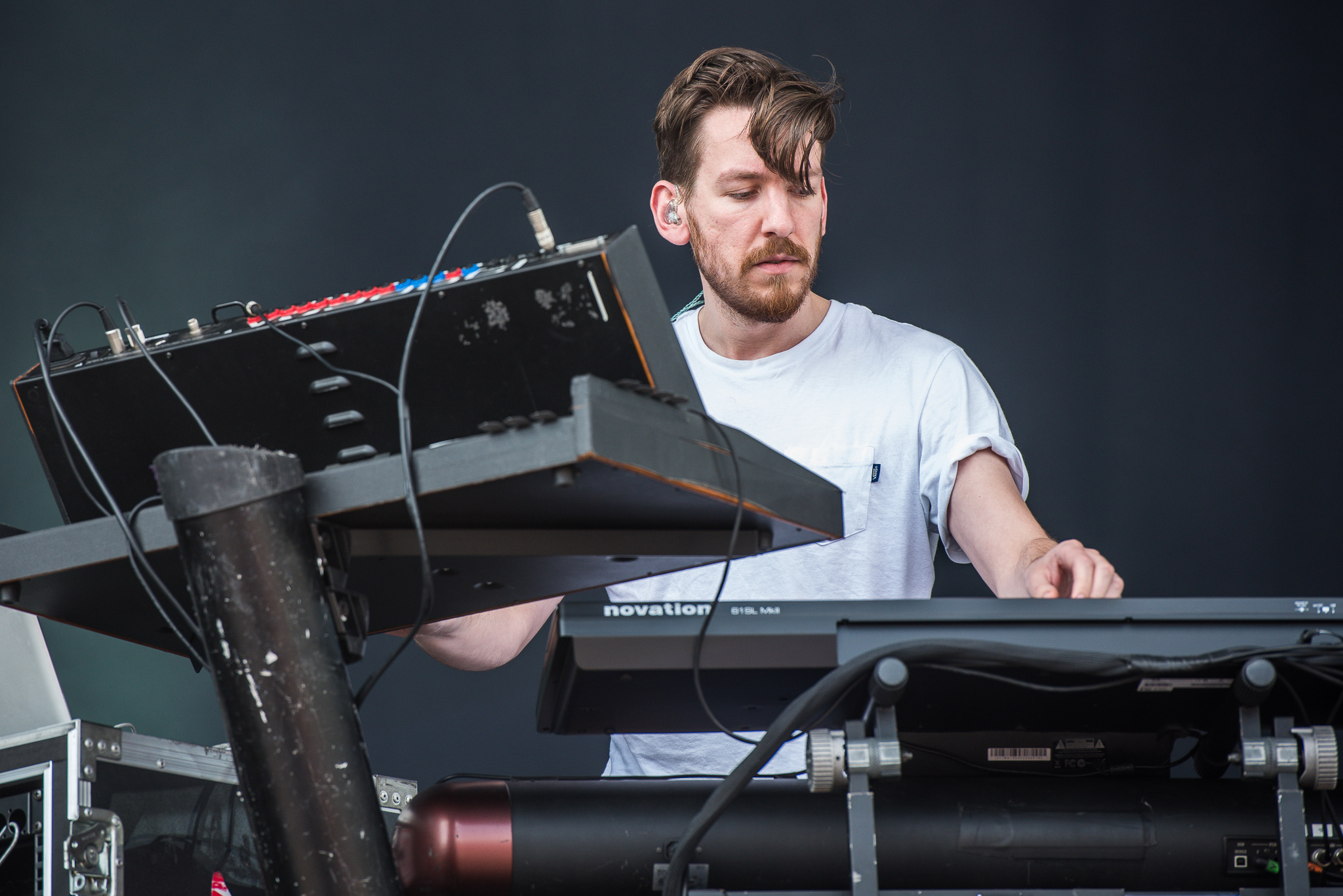
Edwin Congreave beim Rock im Park (2016)

Im selben Jahr ereignete sich eine Schlägerei beim Summercase Festival 2008, in die Yannis Phillipakis verwickelt war. Als Grund wurde angegeben, dass der Frontsänger der Sex Pistols gegenüber dem Bloc-Party-Frontmann Kele Okereke rassistische Bemerkungen gemacht habe, woraufhin Phillipakis und die Kaiser Chiefs versucht haben sollen, den entstandenen Streit zu schlichten, und dabei verletzt wurden. Die Foals konnten jedoch wieder auftreten und widmeten den Song Cassius dem Frontmann der Sex Pistols.
2009 spielten Foals als Vorband von Bloc Party in London sowie beim All Tomorrow’s Parties Festival. Der Song Olympic Airways war anschließend Soundtrack des Computerspiels FIFA 09, im Spiel Pro Evolution Soccer 2012 war das Lied Miami vertreten. Im Jahr 2015 waren die Foals in zwei Videospielen vertreten: In FIFA 16 läuft der Song Mountain at My Gates aus dem Album What Went Down, in dem Spiel Life Is Strange ist der Titel Spanish Sahara zu hören.
Nach dem Album Antidotes erschienen Songs wie Spanish Sahara, Alabaster, Total Life Forever und O-Funk. Im August starteten sie mit neuen Aufnahmen im Tonstudio Svenska Gramofon in Göteborg, Schweden. Am 7. Mai 2010 erschien schließlich das Album Total Life Forever, das eine Nominierung für den britischen Mercury Prize erhielt. Im Dezember 2011 spielten sie als Vorgruppe der Red Hot Chili Peppers.
Am 8. Februar 2013 erschien das dritte Studioalbum Holy Fire, das Platz 2 der britischen Album-Charts erreichte und für den britischen Mercury Prize nominiert wurde. Die Produzenten des Albums, Alan Moulder und Flood, erhielten für ihre Arbeit eine Auszeichnung bei den Brit Awards 2014.
Am 28. August 2015 erschien das vierte Studioalbum What Went Down.
Am 5. Januar 2018 teilte die Band mit, dass der Bassist Walter Gervers die Band verlassen wird. Zeitgleich wurde bekannt gegeben, dass am fünften Studioalbum gearbeitet wird. Am 14. Januar 2019 kündigten Foals über Twitter an, dass 2019 gleich zwei neue Alben erscheinen sollen. Teil eins des Doppelalbums Everything Not Saved Will Be Lost erschien im März und brachte sie zum zweiten Mal auf Platz 2, Teil zwei wurde im Oktober veröffentlicht und erreichte als erstes ihrer Alben Platz 1.
Im November 2019 erschien der Dokumentarfilm Rip Up The Road von Toby L, für den die Band während der Produktion des Doppelalbums Everything Not Saved Will Be Lost und der anschließenden Welttournee gefilmt wurde.
Die Foals wurden bei den Brit Awards 2020 als beste britische Band und bei den NME Awards 2020 als Best Live Act ausgezeichnet.
Sie veröffentlichten 2020 drei Alben mit Remix-Versionen ihrer Songs: Collected Reworks Vol. 1 bis 3.
2021 verließ Keyboarder Edwin Congreave die Band und nahm stattdessen ein Studium der Wirtschaftswissenschaften an der University of Cambridge auf.
Im November 2021 erschien der Titel Wake Me Up vom siebten Studioalbum Life Is Yours. das am 17. Juni 2022 erschien. Das Video zu dieser Single gewann bei den NME Awards 2022 in der Kategorie Best Music Video.
Im Mai 2023 wurde von der Band verkündet, dass Bassist Walter Gervers nach sechs Jahren Abwesenheit wieder der Gruppe beigetreten ist.

## Diskografie

### Alben
| Jahr | Titel                                      | Höchstplatzierung, Gesamtwochen, AuszeichnungChartplatzierungen (Jahr, Titel, Platzierungen, Wochen, Auszeichnungen, Anmerkungen) | Höchstplatzierung, Gesamtwochen, AuszeichnungChartplatzierungen (Jahr, Titel, Platzierungen, Wochen, Auszeichnungen, Anmerkungen) | Höchstplatzierung, Gesamtwochen, AuszeichnungChartplatzierungen (Jahr, Titel, Platzierungen, Wochen, Auszeichnungen, Anmerkungen) | Höchstplatzierung, Gesamtwochen, AuszeichnungChartplatzierungen (Jahr, Titel, Platzierungen, Wochen, Auszeichnungen, Anmerkungen) | Höchstplatzierung, Gesamtwochen, AuszeichnungChartplatzierungen (Jahr, Titel, Platzierungen, Wochen, Auszeichnungen, Anmerkungen) | Anmerkungen                            |
| Jahr | Titel                                      | DE | AT | CH | UK | US | Anmerkungen                            |
| ---- | ------------------------------------------ | --- | --- | --- | --- | --- | -------------------------------------- |
| 2008 | Antidotes                                  | — | — | — | UK3 Gold · (7 Wo.)UK | — | Erstveröffentlichung: 24. März 2008    |
| 2010 | Total Life Forever                         | DE48 (1 Wo.)DE | — | CH62 (1 Wo.)CH | UK8 Gold · (11 Wo.)UK | — | Erstveröffentlichung: 10. Mai 2010     |
| 2013 | Holy Fire                                  | DE31 (2 Wo.)DE | AT39 (1 Wo.)AT | CH15 (6 Wo.)CH | UK2 Gold · (32 Wo.)UK | US86 (1 Wo.)US | Erstveröffentlichung: 11. Februar 2013 |
| 2015 | What Went Down                             | DE26 (2 Wo.)DE | AT36 (1 Wo.)AT | CH9 (4 Wo.)CH | UK3 Gold · (30 Wo.)UK | US58 (1 Wo.)US | Erstveröffentlichung: 28. August 2015  |
| 2019 | Everything Not Saved Will Be Lost – Part 1 | DE15 (1 Wo.)DE | AT27 (1 Wo.)AT | CH15 (2 Wo.)CH | UK2 Gold · (6 Wo.)UK | US58 (1 Wo.)US | Erstveröffentlichung: 8. März 2019     |
| 2019 | Everything Not Saved Will Be Lost – Part 2 | DE23 (1 Wo.)DE | AT34 (1 Wo.)AT | CH21 (1 Wo.)CH | UK1 Silber · (5 Wo.)UK | — | Erstveröffentlichung: 18. Oktober 2019 |
| 2022 | Life Is Yours                              | DE13 (1 Wo.)DE | AT47 (1 Wo.)AT | CH10 (1 Wo.)CH | UK3 (3 Wo.)UK | — | Erstveröffentlichung: 17. Juni 2022    |

### Remixalben
| Jahr | Titel                        | Höchstplatzierung, Gesamtwochen, AuszeichnungChartplatzierungen (Jahr, Titel, Platzierungen, Wochen, Auszeichnungen, Anmerkungen) | Höchstplatzierung, Gesamtwochen, AuszeichnungChartplatzierungen (Jahr, Titel, Platzierungen, Wochen, Auszeichnungen, Anmerkungen) | Höchstplatzierung, Gesamtwochen, AuszeichnungChartplatzierungen (Jahr, Titel, Platzierungen, Wochen, Auszeichnungen, Anmerkungen) | Höchstplatzierung, Gesamtwochen, AuszeichnungChartplatzierungen (Jahr, Titel, Platzierungen, Wochen, Auszeichnungen, Anmerkungen) | Höchstplatzierung, Gesamtwochen, AuszeichnungChartplatzierungen (Jahr, Titel, Platzierungen, Wochen, Auszeichnungen, Anmerkungen) | Anmerkungen                           |
| Jahr | Titel                        | DE | AT | CH | UK | US | Anmerkungen                           |
| ---- | ---------------------------- | --- | --- | --- | --- | --- | ------------------------------------- |
| 2020 | Collected Reworks Vol. 1 – 3 | DE84 (1 Wo.)DE | — | — | UK54 (1 Wo.)UK | — | Erstveröffentlichung: 9. Oktober 2020 |

### EPs
- 2007: Live at Liars Club
- 2008: iTunes Live: London Festival ’08
- 2008: Gold Gold Gold
- 2008: UK B-sides
- 2010: iTunes Festival: London 2010
- 2010: Metropolis Session

### Singles
| Jahr | Titel Album                                           | Höchstplatzierung, Gesamtwochen, AuszeichnungChartplatzierungen (Jahr, Titel, Album, Platzierungen, Wochen, Auszeichnungen, Anmerkungen) | Höchstplatzierung, Gesamtwochen, AuszeichnungChartplatzierungen (Jahr, Titel, Album, Platzierungen, Wochen, Auszeichnungen, Anmerkungen) | Anmerkungen                                       |
| Jahr | Titel Album                                           | UK | US | Anmerkungen                                       |
| ---- | ----------------------------------------------------- | --- | --- | ------------------------------------------------- |
| 2007 | Balloons Antidotes                                    | UK39 (2 Wo.)UK | — | Erstveröffentlichung: 10. Dezember 2007           |
| 2008 | Cassius Antidotes                                     | UK26 (8 Wo.)UK | — | Erstveröffentlichung: 10. März 2008               |
| 2008 | Red Socks Pugie Antidotes                             | UK89 (1 Wo.)UK | — | Erstveröffentlichung: 9. Juni 2008                |
| 2010 | This Orient Total Life Forever                        | UK97 (1 Wo.)UK | — | Erstveröffentlichung: 3. Mai 2010                 |
| 2012 | My Number Holy Fire                                   | UK23 ×2Doppelplatin · (7 Wo.)UK | — | Erstveröffentlichung: 17. Dezember 2012           |
| 2015 | Mountain at My Gates What Went Down                   | UK87 Platin · (2 Wo.)UK | US— GoldUS | Erstveröffentlichung: 21. Juli 2015               |
| 2019 | Exits Everything Not Saved Will Be Lost – Part 1      | UK70 (2 Wo.)UK | — | Erstveröffentlichung: 21. Januar 2019             |
| 2019 | In Degrees Everything Not Saved Will Be Lost – Part 1 | UK82 (1 Wo.)UK | — | Erstveröffentlichung: 10. Mai 2019                |
| 2019 | The Runner Everything Not Saved Will Be Lost – Part 2 | UK87 Silber · (1 Wo.)UK | — | Erstveröffentlichung: 5. September 2019           |
| 2020 | Hypercolour Dark Matter                               | UK77 (1 Wo.)UK | — | Erstveröffentlichung: 26. Juni 2020 mit CamelPhat |
| 2021 | Wake Me Up –                                          | UK98 (1 Wo.)UK | — | Erstveröffentlichung: 5. November 2021            |

Weitere Singles
- 2006: Try This on Your Piano / Look at My Furrows of Worry
- 2007: Hummer
- 2007: Mathletics
- 2008: Olympic Airways
- 2010: Spanish Sahara (UK: Silber)
- 2010: Miami
- 2010: Blue Blood
- 2012: Inhaler
- 2013: Late Night
- 2013: Bad Habit
- 2013: Out of the Woods
- 2015: What Went Down (UK: Silber)
- 2015: Give It All
- 2016: Birch Tree (UK: Silber)
- 2016: Rain
- 2019: On the Luna
- 2019: Sunday
- 2019: Black Bull
- 2019: Into the Surf
- 2019: Like Lightning
- 2020: Neptune
- 2021: Wake Me Up
- 2022: 2am
- 2022: Looking High
- 2022: 2001

### Videoalben
- 2013: Live at the Royal Albert Hall

## Auszeichnungen für Musikverkäufe
| Goldene Schallplatte - Neuseeland - 2019: für die Single My Number - 2020: für das Album Holy Fire - Spanien - 2024: für die Single My Number |

Anmerkung: Auszeichnungen in Ländern aus den Charttabellen bzw. Chartboxen sind in ebendiesen zu finden.
| Land/RegionAuszeichnungen für Musikverkäufe (Land/Region, Auszeichnungen, Verkäufe, Quellen) | Silber     | Gold     | Platin     | Verkäufe  | Quellen              |
| -------------------------------------------------------------------------------------------- | ---------- | -------- | ---------- | --------- | -------------------- |
| Neuseeland (RMNZ)                                                                            | —          | 2× Gold2 | —          | 22.500    | radioscope.co.nz NZ2 |
| Spanien (Promusicae)                                                                         | —          | Gold1    | —          | 30.000    | elportaldemusica.es  |
| Vereinigte Staaten (RIAA)                                                                    | —          | Gold1    | —          | 500.000   | riaa.com             |
| Vereinigtes Königreich (BPI)                                                                 | 5× Silber5 | 5× Gold5 | 3× Platin3 | 3.160.000 | bpi.co.uk            |
| Insgesamt                                                                                    | 5× Silber5 | 9× Gold9 | 3× Platin3 |           |                      |